# Groclant

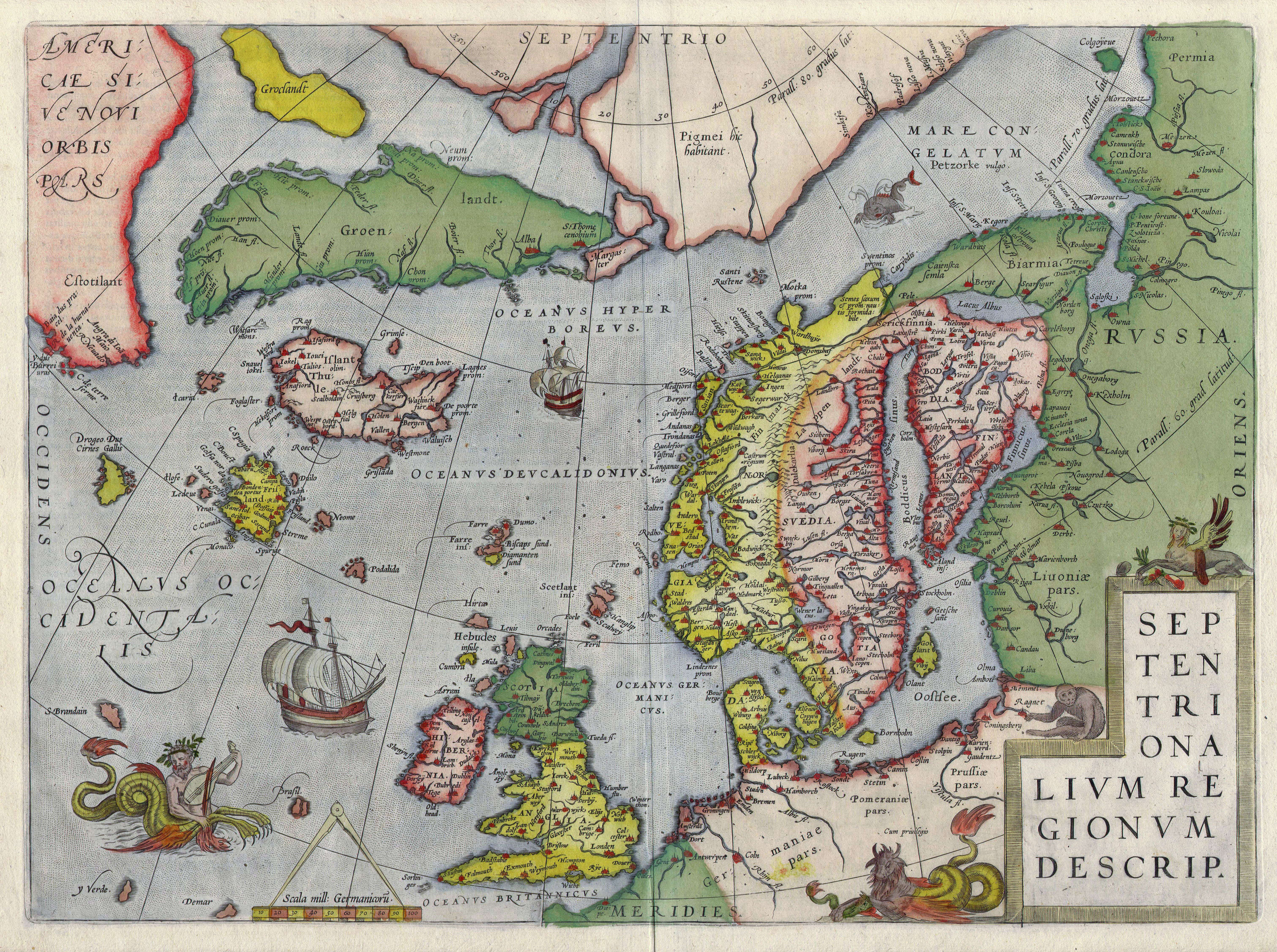
Sulla mappa Septentrionalium regionum di Ortelius, Groclant è disegnata nell'angolo in alto a sinistra.

Groclant era un'isola fantasma che si supponeva ubicata ad ovest della Groenlandia e che compare su diverse mappe fino alla fine del XVI secolo.

## Storia
Una delle prime mappe su cui appare la Groenlandia è quella disegnata nel 1427 dal geografo danese Claudius Clavus, che l'attacca alla regione più settentrionale dell'Europa. Clavus era considerato un'autorità nel suo campo, perciò per anni la sua raffigurazione della Groenlandia fece testo. Nel 1467 egli aggiorna la carta, ma la Groenlandia viene di nuovo disegnata come parte dell'Europa continentale. Successivamente il paese vaga errabondo sulle carte geografiche: nella Mappa catalana è un'«Illa Verde» rettangolare collocata parallelamente all'Irlanda, nella posizione della mitica Hy Brasil; una mappa anonima coeva la situa in una posizione grosso modo corretta; il Globo di Martin Behaim del 1492 la trasforma in una penisola sopra la Norvegia; e Juan de la Cosa la piazza in mezzo a un gruppo di isole a nord dell'Islanda. Con questa accozzaglia di nomi, forme e posizioni la Groenlandia finì con l'essere tagliata in due. Un'isola nuova di zecca, chiamata «Groclant», cominciò ad apparire sulle mappe accanto alla «Groenland».
La sopracitata mappa anonima del 1480 ca. mostra sia la «Gronland» sia la «Engroneland»; ma gli esempi più pittoreschi si hanno nel XVI secolo quando portoghesi e danesi vanno alla ricerca della Groenlandia e se la contendono. Il nome «Groenland» viene tradotto dai cartografi nella loro lingua e alla fine le due isole coesistono come entità separate. Fino al Seicento inoltrato molte mappe mostrano la Groenlandia originale accanto a variazioni della «Green Island» quali Isla Verde o Insula Viridis. Mercatore è il primo a inserire la «Groclant» nella sua mappa del bacino polare del 1569. Quella riprodotta qui, uno studio della «regione settentrionale», è presa dal Theatrum Orbis Terrarum di Ortelius. Sono chiaramente visibili la terra di Groenlandt e, a nord-ovest, la sua inesistente vicina Groclandt. Anche la miniaturizzazione dell'area della Groenlandia è un aspetto curioso di questa mappa, non meno delle dimensioni sproporzionate della mitica «Estotiland» nell'angolo nord-occidentale della mappa. Nell'angolo sud-occidentale scorgiamo anche le isole fantasma di San Brandano e Brasil, e a nord di queste la Frisia e la mitica Thule (da identificarsi in questo caso con l'Islanda grazie alla presenza di varie città islandesi).
«Groclandt» sembrerebbe essere nata dalla confusione sulla grafia di Groẽland: con un'accidentale sbavatura e senza una tilde, la «ẽ» potrebbe benissimo essere scambiata per una «c». Un semplice errore, ma ripetuto da autori come Michael Lok sulla sua mappa pubblicata da Hakluyt nel 1582, nella quale assegna all'isola il nome di «Jac. Scolvus Groctland», forse basandosi sul resoconto di una scoperta andato perduto; e da Matthias Quad su una mappa del 1608. Nel 1610 l'area veniva setacciata da Sir Martin Frobisher, John Davis e altri, ma nessuno riuscì a trovare la minima traccia di questa Groclant, che da allora smise di apparire sulle mappe.